# Коллинз, Бабаджиде
Бабаджиде Коллинз (Баба́) Бабатунде (англ. Babajide Collins "Baba" Babatunde; 2 декабря 1988) — нигерийский футболист, игравший на позиции нападающего.

## Карьера
Бабаджиде Коллинз воспитанник клуба «Ибидей». В 2006 году, в возрасте 16 лет, он перешёл в «Икаст», являющийся молодёжным фарм-клубом «Мидтьюлланна». Нигериец был куплен для основного состава команды, но из-за правила ФИФА, запрещающего людям с других континентов, не достигшим 16 лет, играть в профессиональных командах, он был вынужден выступать за молодёжный состав. Там форвард стал одним из лучших игроков и на следующий сезон стал играть за основной состав. В третьей игре за клуб Бабаджиде забил свой первый гол, поразив 5 апреля 2007 года ворота «Ольборга». В «Мидтъюлланне» Коллинз провёл 2 сезона, сыграв 52 матча и забив 10 голов, после чего перешёл за 100 тыс. евро на правах аренды в клуб «Вейле», где провёл полгода. После этого футболист вернулся в «Мидтъюлланн», где сыграл ещё 16 игр, из которых 12 в чемпионате, и забил 6 голов.
В августе Коллинзом заинтересовалась российская «Алания». 25 августа Бабаджиде стал игроком «Алании», взявшей футболиста на правах аренды. После перехода он сказал:

Видно, что в клубе все на высоком профессиональном уровне. Я нахожусь в прекрасной форме и рвусь в бой. Люблю скоростной, атакующий футбол. Могу сыграть оттянутого форварда или действовать на острие атаки. Конечно, все зависит от предпочтений и видения главного тренера. Разговаривал об «Алании» с партнерами по «Мидтьюлланду» Джордже Флореску, Ибрагимом Гнану и Сергеем Даду. Много о владикавказской команде поведал мой агент, также поискал информацию в интернете. Все советовали ехать во Владикавказ, и я быстро принял решение.

11 сентября Коллинз дебютировал в составе «Алании» в матче чемпионата России с клубом «Сибирь» и в первой же игре забил гол, принёсший клубу победу со счётом 2:1. По опросу на официальном сайте клуба Коллинз был выбран лучшим игроком клуба среди пополнивших команду летом 2010 года. 2 октября, в матче с «Крыльями Советов», Коллинз получил сотрясение мозга и не смог продолжить встречу. В следующей игре, с московским «Спартаком», Бабаджиде вновь был вынужден покинуть поле из-за сильного ушиба плеча. По окончании сезона Коллинз покинул клуб из-за правила, согласно которому на поле в матчах первого дивизиона не смогут выходить на поле одновременно более трёх легионеров и подписал контракт с молдавской «Дачией»; контракт был подписан на шесть месяцев. Летом 2011 года перешёл в казахстанский клуб «Ордабасы» на правах аренды.

## Достижения
Дачия:
- Чемпион Молдавии: 2010/11

 Ордабасы:
- Обладатель Кубка Казахстана: 2011